# Bambarština
Bambarština (též bambara a bamanankan) je jazyk asi šesti milionů primárních i sekundárních mluvčích v Mali. Jen minimálně se liší od jazyka Dioula, jenž je používán menšími skupinami mluvčích v Burkině Faso, Pobřeží slonoviny a v Gambii. Nejrozšířenější je mezi Bambary, ale zároveň je hlavním komunikačním jazykem celého Mali.
Její psaná forma byla uvedena během francouzské kolonizace. Ačkoliv se bambarská literatura kvůli nadvládě francouzštiny považované za „jazyk vzdělanců“ vyvíjí jen velmi pomalu, existuje silná ústní tradice příběhů a písní o králích a hrdinech. Mnoho z nich je velmi starých a vypráví o časech historického království Mali.
Má mnoho místních dialektů. Nejvýznamnějšími jsou:
- Somono
- Segou
- San (dialekt)
- Beledugu
- Ganadugu
- Wassulu
- Sikasso

## Příklady

### Číslovky
| Bambarsky | Česky |
| kelen     | jeden |
| fila      | dva   |
| saba      | tři   |
| naani     | čtyři |
| duuru     | pět   |
| wɔɔrɔ     | šest  |
| wolonwula | sedm  |
| seegin    | osm   |
| kɔnɔntɔn  | devět |
| tan       | deset |

## Vzorový text
Otče náš (modlitba Páně) v latince:
An Fa min bɛ sankolo la,
i tɔgɔ ka saniya
Otče náš (modlitba Páně) v písmu n'ko:
ߓߔߕߖߗߘߙߊߋߌߍߎߏߐ
ߢߣߤߥߦߒߚߛߜߝߞߟߡ

### Všeobecná deklarace lidských práv
| bambarsky | Hadamaden bɛɛ danmakɛɲɛnen bɛ bange, danbe ni josira la. Hakili ni taasi b'u bɛɛ la, wa u ka kan ka badenɲasira de waleya u ni ɲɔgɔn cɛ.   |
| česky     | Všichni lidé se rodí svobodní a sobě rovní co do důstojnosti a práv. Jsou nadáni rozumem a svědomím a mají spolu jednat v duchu bratrství. |